# Mergui-archipel
De Mergui-archipel (ook wel Myeik Kyunzu) in Myanmar is een eilandengroep die behoort tot de provincie  Tanintharyi. De archipel bestaat uit 800 eilanden die in grootte variëren van zeer klein tot honderden vierkante kilometers groot. Deze eilanden liggen allemaal in de Andamanse Zee ten westen van het schiereiland Malakka.

## Beschrijving
Geologisch beschouwd bestaan de eilanden uit kalksteen en graniet. Meestal zijn ze bedekt met dichte tropische vegetatie waaronder  regenwoud. De kusten bestaan uit kleine zandstranden, rotsige uitstulpingen en plaatselijk mangrovebos. Verder zeewaarts liggen uitgestrekte koraalriffen.

## Fauna
Dankzij de geïsoleerde ligging is de invloed van menselijke activiteiten nog gering daardoor is de biodiversiteit op de eilanden en de omliggende kustwateren zeer groot. Dit draagt ertoe bij dat de populariteit van deze eilanden stijgt als bestemming voor duiktoerisme. Er komen grote, voor uitsterven kwetsbare diersoorten voor zoals de walvishaai (Rhincodon typus) en de doejong (Indische zeekoe, Dugong dugon).
Verder liggen de eilanden op een trekroute voor walvissen. Er zijn plaatsen waar diverse soorten zoals de brydevinvis (Balaenoptera brydei), omurawalvis (B. omurai) en soms ook de blauwe vinvis (B. musculus) gezien kunnen worden. Daarnaast zijn er bijzondere soorten dolfijnen zoals de longmanspitssnuitdolfijn (Indopacetus pacificus) en de layardspitssnuitdolfijn (Mesoplodon layardii), orka's (Orcinus orca),  Indische bruinvissen (Neophocaena phocaenoides) en irrawaddydolfijnen (Orcaella brevirostris) waar te nemen.
Op de eilanden zelf komen verschillende bijzondere tropische diersoorten voor waaronder neushoornvogels, herten en wilde zwijnen en er zijn zelfs geruchten over het voorkomen van Sumatraanse neushoorn (Dicerorhinus sumatrensis) op een van de grotere eilanden.
De natuur in en rond de eilandengroep wordt bedreigd door overbevissing en visvangst met behulp van koraal vernietigend dynamiet. De Myanmarese overheid is traag in het te lijf gaan van milieuproblemen.

## Bron
- Dit artikel of een eerdere versie ervan is een (gedeeltelijke) vertaling van het artikel Mergui Archipelago op de Engelstalige Wikipedia, dat onder de licentie Creative Commons Naamsvermelding/Gelijk delen valt. Zie de bewerkingsgeschiedenis aldaar.